# Hellboy (2019)
Hellboy is een Amerikaanse fantasy-actiefilm uit 2019 onder regie van Neil Marshall. De film is gebaseerd op het gelijknamig strippersonage van Mike Mignola. De hoofdrollen worden vertolkt door David Harbour, Milla Jovovich en Ian McShane.
De film werd oorspronkelijk ontwikkeld als het vervolg op Hellboy II: The Golden Army (2008), maar door het afhaken van zowel regisseur Guillermo del Toro als hoofdrolspeler Ron Perlman werd uiteindelijk besloten om de film als een reboot van de franchise uit te brengen.

## Verhaal
Hellboy en zijn kompanen gaan de strijd aan met Nimue, een tovenares die van plan is om de wereld te vernietigen.

## Rolverdeling
| Acteur              | Personage               |
| ------------------- | ----------------------- |
| David Harbour       | Hellboy / Anung Un Rama |
| Milla Jovovich      | Nimue                   |
| Ian McShane         | Trevor Bruttenholm      |
| Sasha Lane          | Alice Monaghan          |
| Daniel Dae Kim      | Ben Daimio              |
| Thomas Haden Church | Lobster Johnson         |
| Penelope Mitchell   | Ganeida                 |
| Sophie Okonedo      | Lady Hatton             |
| Brian Gleeson       | Merlijn                 |
| Alistair Petrie     | Lord Adam Glaren        |
| Stephen Graham      | Douglas Tait            |
| Nitin Ganatra       | August Swain            |

## Productie
In 2014 begonnen Hellboy-bedenker Mike Mignola en scenarist Andrew Cosby aan een sequel van Hellboy II: The Golden Army (2008) te werken. Guillermo del Toro, die de twee voorgaande Hellboy-films geregisseerd had, werd gevraagd om het project te producen, maar haakte af omdat hij Hellboy III liever zelf wilde schrijven en regisseren. Door het vertrek van Del Toro haakte nadien ook hoofdrolspeler Ron Perlman af. Vervolgens werd Neil Marshall in dienst genomen als regisseur en werd het project omgevormd tot een reboot.
In mei 2017 kondigde Mignola via Facebook aan dat het project Hellboy: Rise of the Blood Queen heette en dat David Harbour de hoofdrol zou vertolken. Mignola bevestigde ook dat de film een R-rating zou krijgen. In augustus 2017 werd de titel afgekort tot Hellboy. Naast Cosby werkten ook Christopher Golden en Aron Eli Coleite aan het script. Volgens Mignola werd het verhaal voor de film geïnspireerd door de Hellboy-stripreeksen Darkness Calls (2007), The Wild Hunt (2008–2009) en The Storm and the Fury (2010–2011).
De cast werd in augustus 2017 uitgebreid met onder meer Ian McShane, Milla Jovovich en Sasha Lane. Ed Skrein werd oorspronkelijk gecast als het Japans-Amerikaanse personage Ben Daimio, maar haakte af toen de casting beschouwd werd als whitewashing (letterlijk: witwassen). Skrein werd in september 2017 vervangen door Daniel Dae Kim.
De opnames gingen in september 2017 van start en duurden tot december 2017. Er werd gefilmd in het Verenigd Koninkrijk en Bulgarije.

## Release en ontvangst
Hellboy ging op 9 april 2019 in première in New York. In België en Nederland werd de film uitgebracht op respectievelijk 10 en 11 april. De film werd ook uitgebracht in IMAX. Hellboy kreeg overwegend negatieve recensies van de Amerikaanse filmpers.